# Hełm Brodie

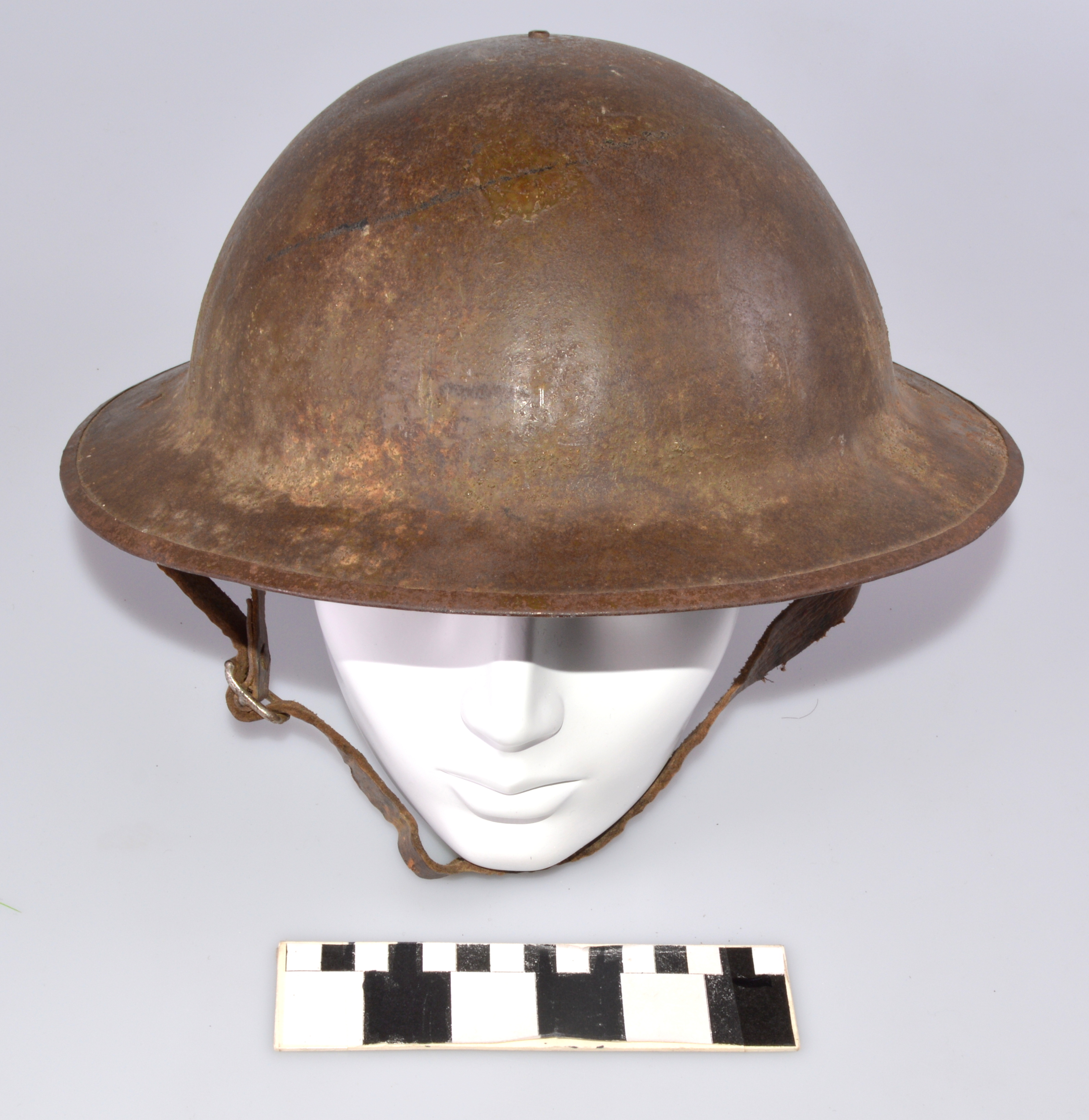
Hełm Brodie Mk. I

Hełm Brodiego (ang. Brodie helmet Mk. I) – brytyjski stalowy hełm, opracowany i opatentowany w 1915. Jego twórcą był londyńczyk, John Leopold Brodie.

## Powstanie hełmu
W chwili rozpoczęcia I wojny światowej okazało się, że stosowane dotychczas (wykonane ze skóry lub tkaniny) nakrycia głowy nie zapewniają żołnierzom dostatecznej ochrony. Po wprowadzeniu przez Francuzów bardzo udanego (pierwszego nowoczesnego) hełmu Adrian M1915, Brytyjczycy postanowili zapewnić podobną ochronę również swoim żołnierzom. Konstrukcja hełmu była wzorowana na średniowiecznym kapalinie. Wykonywany był z jednego płatu blachy stalowej metodą wytłaczania, dzięki czemu hełm uzyskiwał dużą wytrzymałość. Drugą ważną zaletą był niski koszt nieskomplikowanej produkcji. Zadaniem hełmu była osłona głowy oraz ramion przed odłamkami. Hełm to zadanie spełniał dobrze, jeśli żołnierze przebywali w okopach. Po wyjściu z nich objawiała się olbrzymia wada – hełm praktycznie nie chronił boków głowy. Hełm początkowo posiadał skórzany wkład – fasunek oraz skórzany pasek pod brodę. W roku 1936 wprowadzono nowszą wersję z wygodniejszym wkładem oraz paskiem materiałowym (wersja Mk. I H2).
Waga hełmu, według producenta, wynosiła około 1,2 funta (0,5 kg).

## Użytkownicy

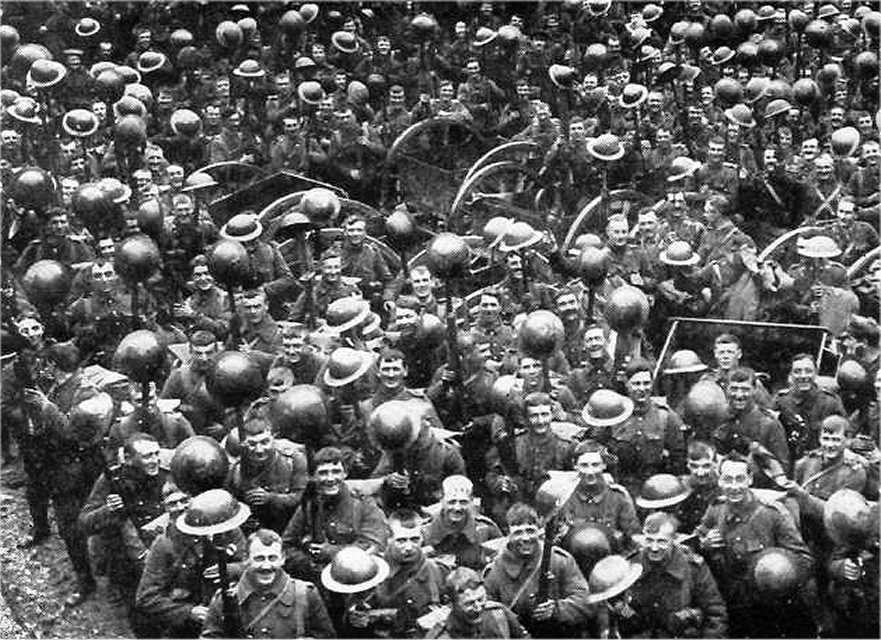
Brytyjscy żołnierze pokazują swoje nowe hełmy Brodiego, 1916

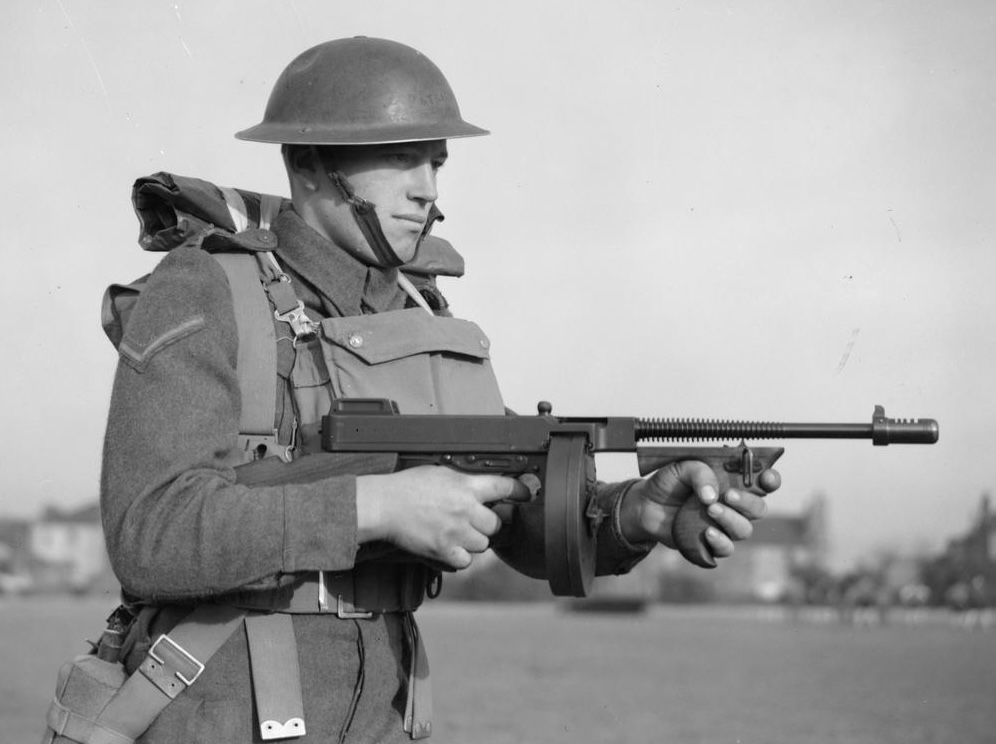
Brytyjski żołnierz w hełmie Brodiego, 1940

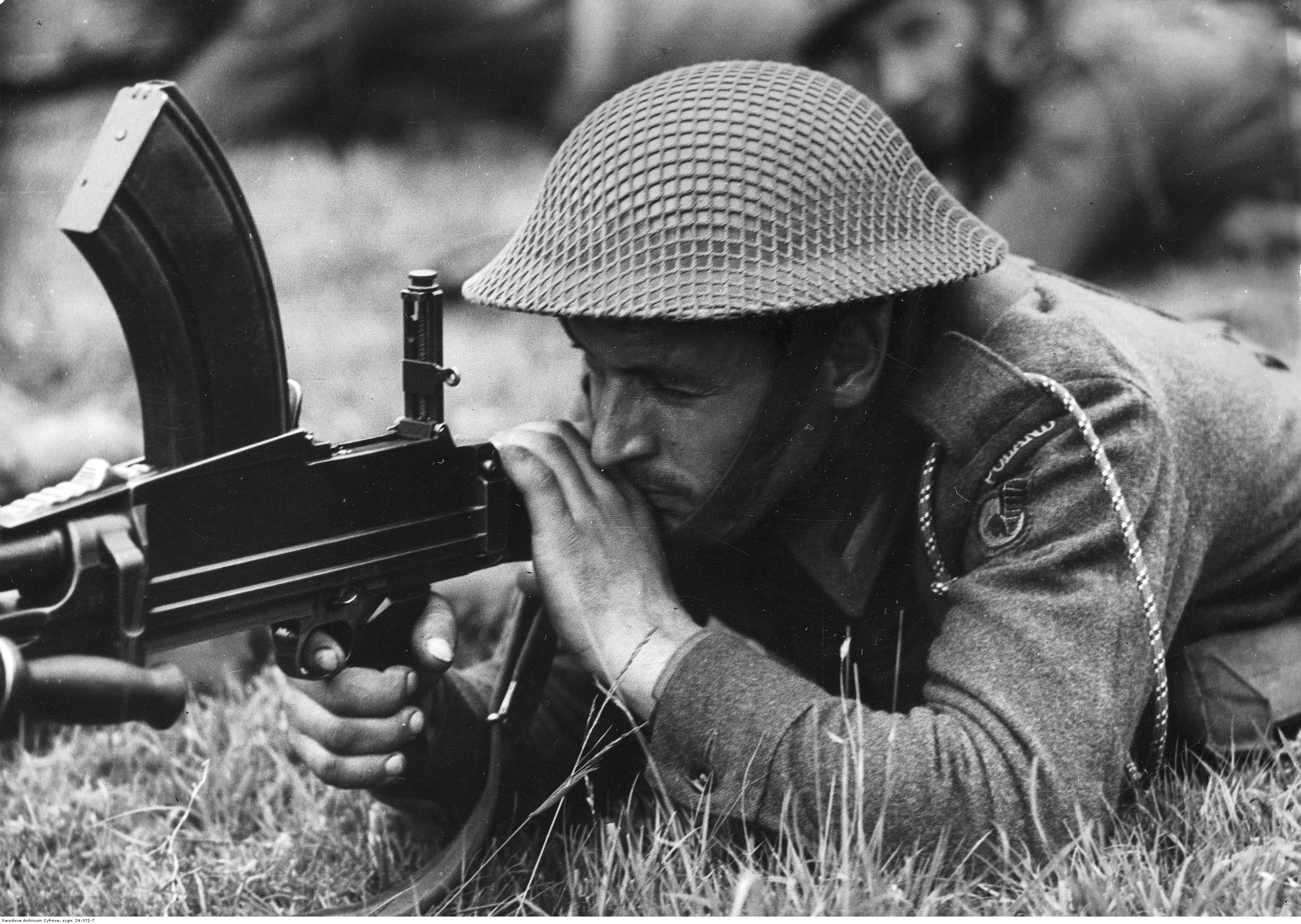
Polski żołnierz 1. Dywizji Pancernej w hełmie Brodie, 1944

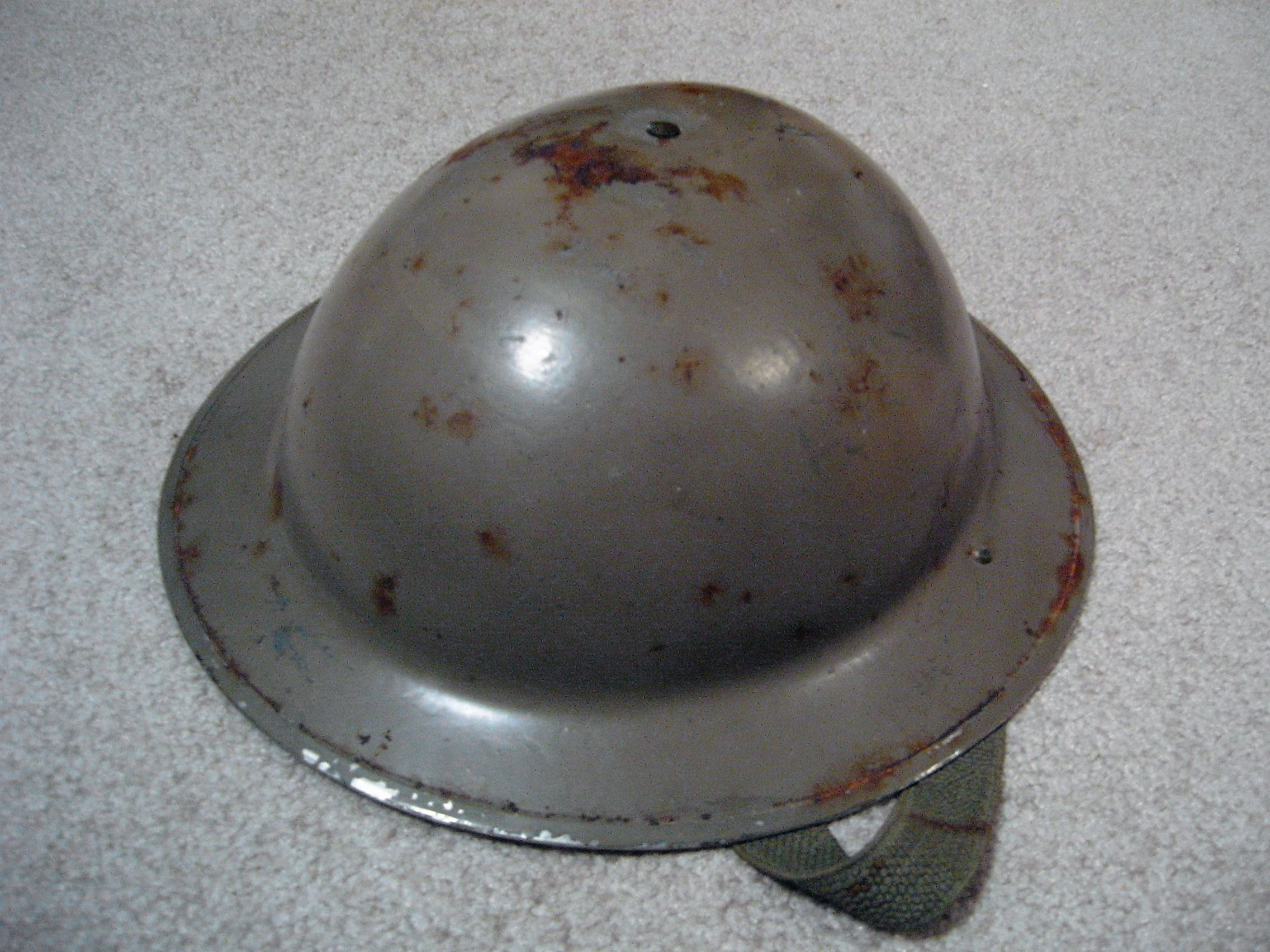
Hełm Brodiego Mk. II – w malowaniu obrony cywilnej

### Wielka Brytania
Pierwsze hełmy Brodiego dotarły na front we wrześniu 1915, a już na początku 1916 armia posiadała ich ćwierć miliona. Hełm Mk. I pozostawał na wyposażeniu armii brytyjskiej przez 25 lat, od roku 1915 do roku 1940 (z niewielkimi zmianami konstrukcyjnymi).

### Stany Zjednoczone
Stany Zjednoczone przystępując w roku 1917 do Wielkiej Wojny nie miały na swoim wyposażeniu żadnych hełmów. Powołano specjalną komisję, która w czerwcu 1917 wybrała wzór Mk. I (jako M1917). Było to spowodowane kilkoma czynnikami (m.in. możliwość niemal natychmiastowego dostarczenia 400 000 hełmów z Wielkiej Brytanii). Nowy hełm przyjęto na wyposażenie United States Army pod nazwą M1917.
Zasadnicza różnica pomiędzy hełmami brytyjskimi i amerykańskimi leżała w materiale, z którego zostały wykonane. Hełm amerykański był wykonany ze stopu składającego się w 12% z manganu. Powodowało to wzrost osiągów balistycznych o około 10% w stosunku do hełmu brytyjskiego. Hełm amerykański był w stanie wytrzymać ostrzał z pistoletu Colt M1911 kal. 11,43 mm.
Hełm w wersji M1917A1 był standardowym hełmem armii amerykańskiej jeszcze na początku II wojny światowej. Został zastąpiony w roku 1942 przez hełm M1.

### Wojsko Polskie
W odrodzonej po I wojnie światowej Polsce, znalazło się wiele rodzajów obcego oporządzenia i uzbrojenia. W tym także hełmy brytyjskie Mk. 1, a także amerykańskie M1917. Ich pochodzenie było różne. Były w nie wyposażone polskie oddziały formowane w okolicach Murmańska, a także częściowo Armia Hallera. Hełmy te znalazły się w magazynach, stanowiąc rezerwę sprzętową (w spisie z 1928 występują w liczbie 2086 sztuk).

## Brodie Mk. II
W roku 1937 zaprojektowano zmodyfikowaną wersję Mk. I, czyli Mk. II. Nowy hełm do szerszego użytku wszedł dopiero w roku 1940. Po operacji „Overlord” w jednostkach frontowych powoli był zastępowany przez hełm Mk. 3.